# Cogny, Cher

Cogny este o comună în departamentul Cher, Franța. În 1 ianuarie 2022 avea o populație de 32 de locuitori.